# Кукетаев, Темиргали Абильдинович
Темиргали Абильдинович Кукетаев (25 марта 1938, аул Жеткеншек — 18 августа 2024, Караганда) — казахский физик, доктор физико-математических наук, профессор, основатель одной из научных школ физики твёрдого тела в Казахстане, заслуженный работник образования Казахстана.

## Биография
Родился 25 марта 1938 года в ауле Жеткеншек, ныне аул в Жанааркинском районе Улытауской области Казахстана. Родители из племени Аргын: отец, Абильда (каз. Әбілда), из рода Баркы; мать, Сакыш (каз. Сақыш), из рода Каракесек.
В 1950 году родители отправили Темиргали к младшему брату отца, преподавателю ВУЗа, в столицу республики. В Алматы учился Кукетаев в школе-интернате № 12. После окончания школы в 1957—1959 годах работал чабаном в совхозе им. С. Сейфуллина, ныне аул в Жанааркинском районе Улытауской области Казахстана.
В 1959 году поступил в КазПИ на физико- математический факультет и окончил его в 1964 году. После окончания института работал стажёром исследователем (1964—1966) и поступил в аспирантуру (1966—1969) в Тартуский университет (Эстония), где защитил кандидатскую диссертацию под руководством Лущика Ч. Б. в 1970 году.
После аспирантуры Кукетаев вернулся в КазПИ в 1969 году старшим преподавателем, исполнял обязанности доцента, занимал должность заместителя декана факультета физики.
В 1972 году переехал в Караганду возглавить кафедру физики твердого тела (ФТТ) во вновь образовавшемся Карагандинском государственном университете. Проработал заведующим кафедры ФТТ до назначения деканом физического факультета в 1989 году. В 1994—1997 годах был проректором по науке. В 1997—2008 годах был заведующим кафедрой ФТТ.
18 августа 2024 года скончался дома. Похоронен на мусульманском кладбище у посёлка Сокурское.

## Научная деятельность
Основным направлением в науке для Кукетаева были исследования в области экспериментальной физики твердого тела, в частности, оптики и спектроскопии физики ионных кристаллов, изучение явления люминесценции и выращивание монокристаллов. Кукетаев развивал оригинальный метод абсолютной спектроскопии активированных кристаллов, который отличался установлением не только активированных уровней относительно друг друга но также определением этих уровней относительно вакуума. Метод абсолютной спектроскопии представляет собой набор экспериментальных методик.
Кукетаев является инициатором серии конференций Физика твердого тела в организации которых он участвовал со времен первой конференции в 1986 до 15-й в 2022 году. Под его руководством было защищено более 25 кандидатских и докторских диссертаций.

### Монографии, учебники и книги
1. Кукетаев Т. А. Спектроскопия активированных ионных кристаллов. — Караганда: Изд-во КарГУ, 1979. — 105 с.
2. Кукетаев Т. А. Люминесценция кристаллов. — Караганда: Изд-во КарГУ, 1981. — 96 с.
3. Кукетаев Т. А. Физика твердого тела: учебное пособие. — Караганда: Изд-во КарГУ, 2017. — 298 с. — ISBN 978-9965-39-617-5
4. Балтабеков, А.С., Кoкетай Т. А. Рекомбинационные процессы в активированных кристаллах сульфата и фосфата калия: монография; Министерство образования и науки Республики Казахстан, КарГУ. — Караганда : Полиграфист, 2019. — 138 с. —  ISBN 9789965-39-849-0
5. Көкетай Т.Ә. Физика терминдерінің орысша-қазақша сөздігі. — Астана: Фолиант, 2021. — 560 с. — ISBN 978-601-338-654-6
6. Көкетай Т.Ә. Физика терминдерінің орысша-қазақша сөздігі. Изд. 2 — Караганда: Изд-во Университета Букетова, 2022. — 557 с. ISBN 978-9965-39-982-4

### Научные статьи и тезисы докладов
1. Кукетаев Т. А. О природе центров люминесценции NaF — CuCl / Т. А. Кукетаев, Т. Д. Шегебаев // Химия твердого тела. — Свердловск, 1978. — С. 125—128.
2. Кукетаев Т. А. Люминесценция и фазовые переходы в кристаллах галоидов аммония // Оптика и спектр. — 1985. — Т. 59. — № 2. — С. 337—341.
3. Кукетаев Т. А. Экситонные механизмы передачи энергии примесным центрам в кристаллах галоидов аммония // Известия АН КазССР. — Сер. физ.-мат. — 1985. — № 6. — С. 9-12.
4. Кукетаев Т. А. Радиационное дефектообразование в кристаллах сульфата лития / Т. А. Кукетаев, А. Б. Бахытжан, Л. М. Ким // Известия вузов. Физика. — 2004. — № 3. — С. 87-88.

### Авторские свидетельства СССР (изобретения)
1. Люминесцентный состав, SU 1428757 A1
2. Способ получения бромистого и йодистого аммония, А.с. 1198989
3. Способ получения йодистого аммония, А.с. 1162243
4. Термолюминофор на основе сульфата кальция, А.с. 1598494

## Награды и звания
- 1981 г. — медаль Федерации космонавтики СССР им. лётчика-космонавта Ю. А. Гагарина
- 2007 г. — медаль имени Ыбырая Алтынсарина за вклад в обучение и воспитание молодёжи от Министерства науки и образования РК.
- 2009 г. — нагрудный знак «Заслуженный работник образования РК» — за особый вклад в сфере образования.
- 2011 г. — медаль «20 лет независимости Республики Казахстан».
- 2013 г. — Почётный гражданин г. Караганды[8]

## Память

### Учреждения и научные общества его имени
- Кабинет математики в Карагандинской школе-гимназии аль-Фараби.[9]

### Конференции и олимпиады
- Школьная Олимпиада по физике имени Темірғали Көкетай[10][11]
- XIV Международная научная конференция Физика Твердого Тела, посвященная 80-летию основателя конференции проф. Т.А. Кукетаева, Казахстан.